# ميلت توماس
ميلت توماس (بالإنجليزية: Milt Thomas)‏ (1942، نيويورك في الولايات المتحدة)؛ روائي أمريكي.